# لورا جورج
لورا جورج (بالفرنسية: Laura Georges)‏ هي لاعبة كرة قدم فرنسية، ولدت في 20 أغسطس 1984 في لو تشيسناي في فرنسا. لعبت مع أولمبيك ليون لكرة القدم للسيدات وأولمبيك ليون وباريس سان جيرمان للسيدات.

## وصلات خارجية
- لورا جورج على موقع الاتحاد الدولي (مؤرشف)  (الإنجليزية)
- لورا جورج على موقع الاتحاد الأوربي (الإنجليزية)
- لورا جورج على موقع قاعدة بيانات كرة القدم.إي يو (الإنجليزية)
- لورا جورج على موقع Soccerway.com (الإنجليزية)
- لورا جورج على موقع عالم كرة القدم.نت (الإنجليزية)
- لورا جورج على موقع اللجنة الأولمبية الدولية (الإنجليزية)
- لورا جورج على موقع أوليمبيديا (الإنجليزية)
- لورا جورج على موقع اللجنة الأولمبية الفرنسية (مؤرشف) (الفرنسية)